# Crawford megye (Iowa)
Crawford megye az Amerikai Egyesült Államokban, azon belül Iowa államban található. Megyeszékhelye Denison. Lakosainak száma 16 525 fő (2020. április 1.). Crawford megye Ida, Shelby, Sac, Carroll, Audubon, Harrison, Monona és Woodbury megyékkel határos.

## Népesség
A megye népessége az elmúlt években az alábbi módon változott:
| Lakosok száma | 17 129 | 17 218 | 17 301 | 17 434 | 17 094 | 16 525 |
|               | 2010   | 2011   | 2012   | 2013   | 2015   | 2020   |